# Llei del Congrés (Estats Units)
Una Llei del Congrés (Organic Act) és una llei orgànica del Congrés dels Estats Units d'Amèrica que estableix un Territori dels EUA i especifica o bé com s'ha de governar o bé una agència per gestionar determinades terres federals. En absència d'una llei orgànica, un territori es classifica com a no organitzat. La primera va ser l'Ordenança Nord-oest, que va crear el Territori del Nord-oest el 1787.